# 弘長
弘長（1261年二月二十日至1264年二月二十八日）是日本的年號之一。這個時代的天皇是龜山天皇，由後嵯峨上皇實施院政。鎌倉幕府征夷大將軍為宗尊親王、執權為北條長時。

## 改元
- 文應二年二月二十日（1261年3月22日）改元弘長
- 弘長四年二月二十八日（1264年3月27日）改元文永

## 出處
- 《貞觀政要·封建》：「思闡治定之規，以弘長世之業，萬古不易，百慮同歸。……」

## 紀年、西曆、干支對照表
| 弘長       | 元年   | 二年   | 三年   | 四年   |
| 儒略曆日期 | 1261年 | 1262年 | 1263年 | 1264年 |
| 干支       | 辛酉   | 壬戌   | 癸亥   | 甲子   |